# Oleń-Kołodieź
Oleń-Kołodieź (ros. Олень-Колодезь) – wieś w Rosji, w obwodzie woroneskim, w rejonie kaszyrskim. W 2010 liczyła 929 mieszkańców.